# Venus från Savignano

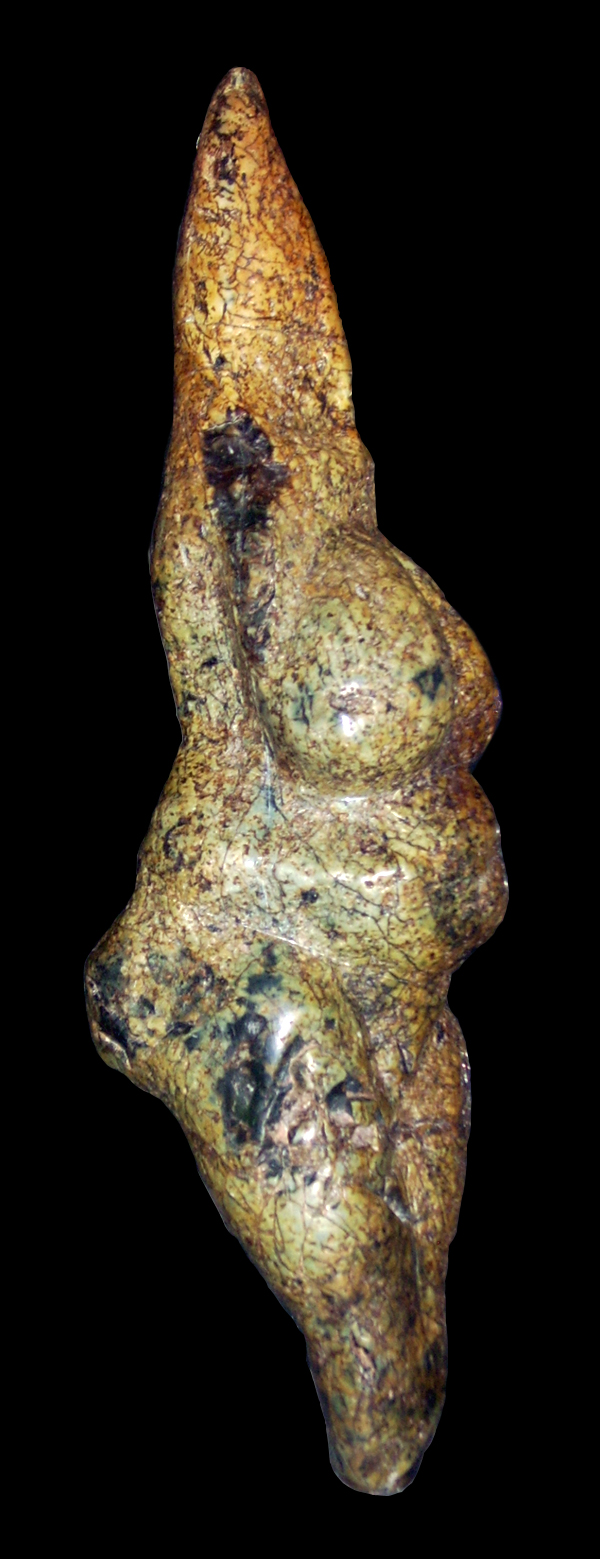
Venus från Savignano

Venus från Savignano är en venusfigurin som upptäckts i Italien.
Venus från Savignono är omkring 22 centimeter hög och snidad i serpentin. Den är från paleolitikum och är daterad till mellan 16 000 och 8 000 före Kristus.
Statyetten hittades 1925 på omkring 1,5 meters djup vid en utgrävning av platsen Prà Martin vid byn Mulino i kommunen Savignano sul Panaro i Emilia-Romagna i Italien.
Venus från Savignano finns på Museo nazionale preistorico etnografico Luigi Pigorini i Rom.